# Nové diery

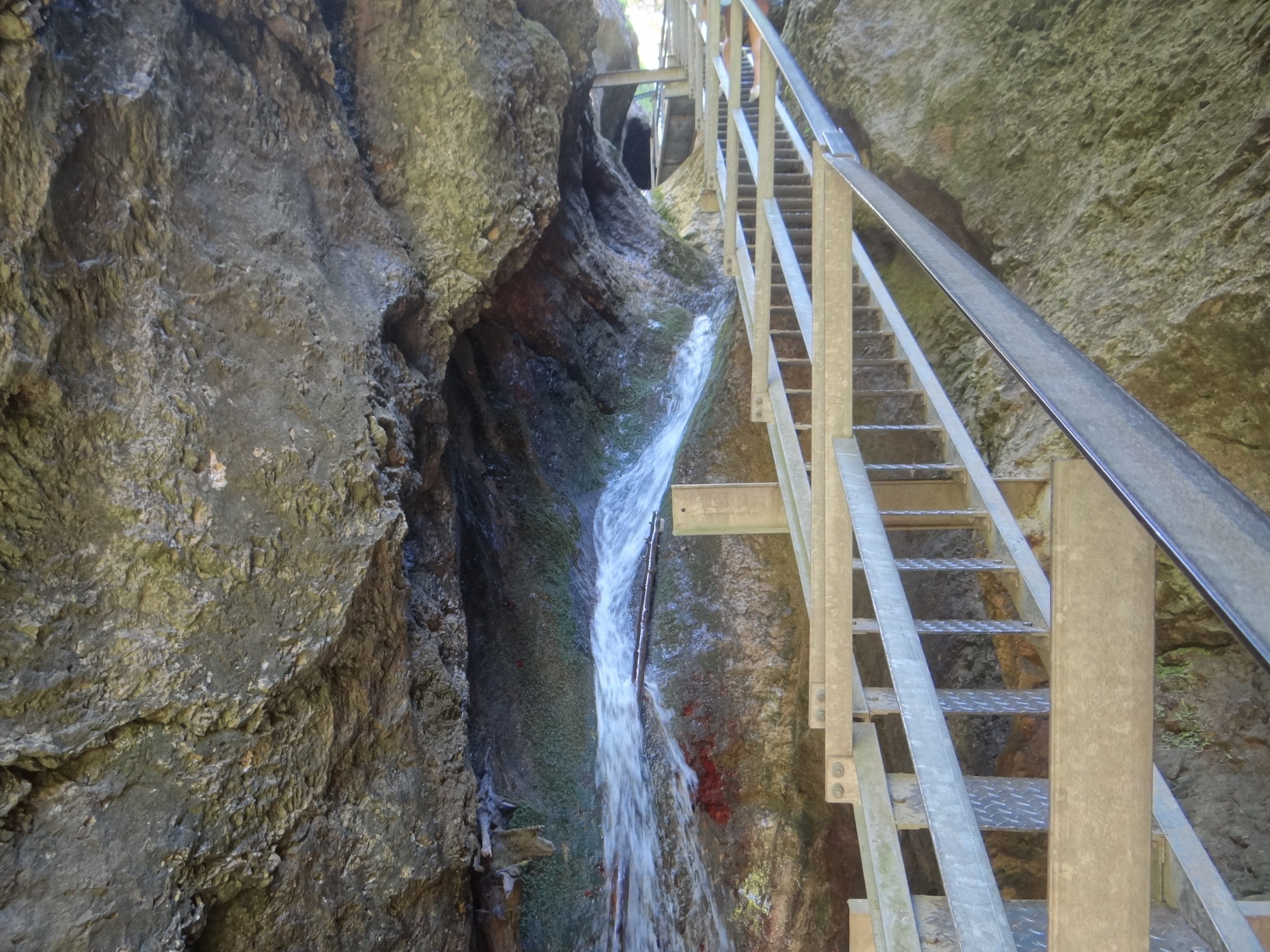
Jeden z wodospadów

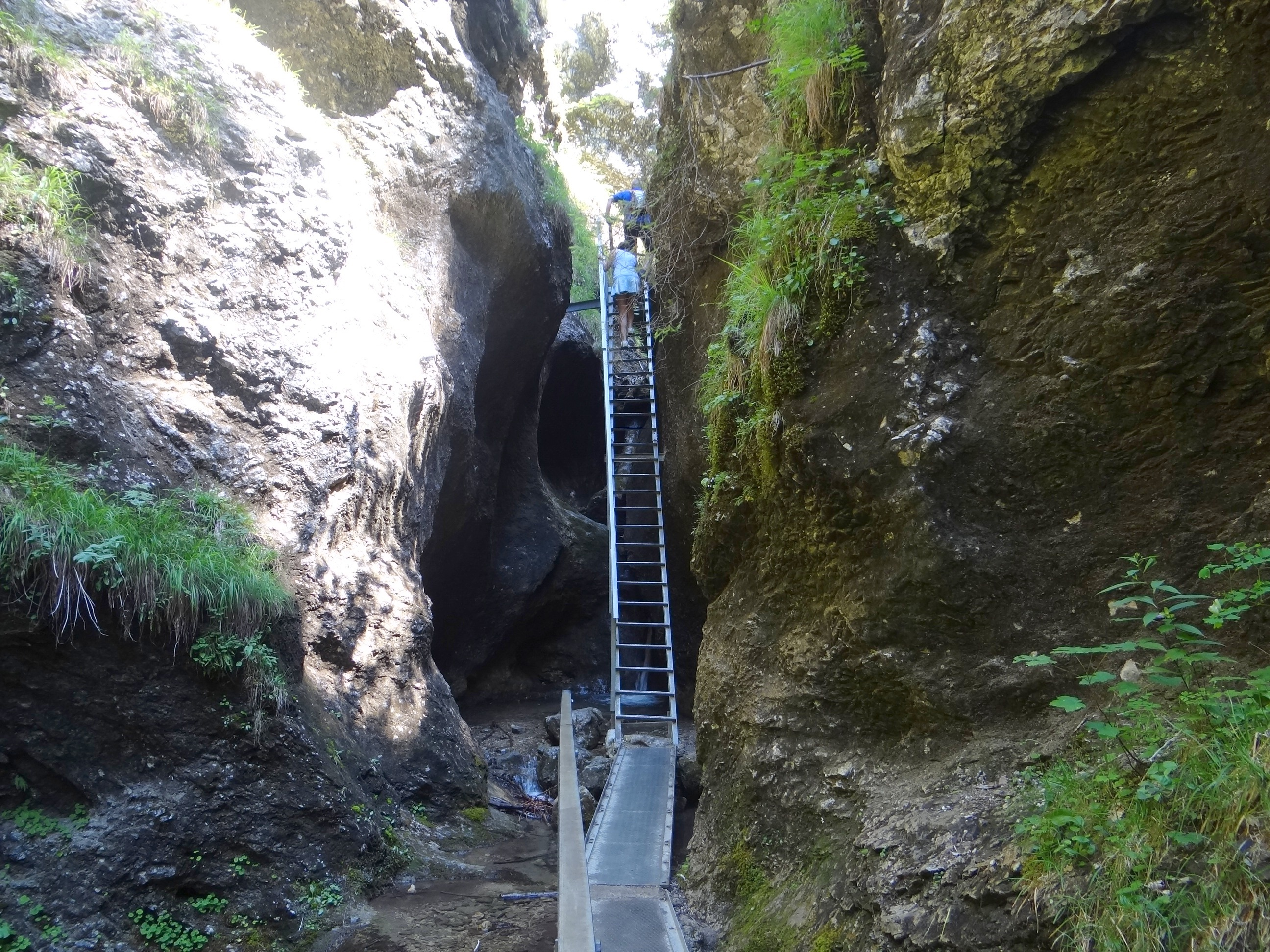
Przejście drabinkami

Nové diery – jeden z  czterech wąwozów w  Krywańskiej części Małej Fatry na Słowacji. Pozostałe to: Dolné diery, Horné diery i Tesná rizňa. Wszystkie razem tworzą system wąwozów określanych nazwą Diery lub Janošikove diery. Są udostępnione turystycznie, jako ostatni udostępnione zostały Nové diery i stąd ich nazwa.
Nové diery znajdują się na dolnym odcinku prawego dopływu Dierovego potoku, do którego uchodzi on w miejscu o nazwie Ostrvné. Woda płynąca potokiem w wapiennym podłożu wyrzeźbiła głęboki kanion otoczony pionowymi skałami z przewieszkami i filarami. W Novych dierach znajdują się 4 wodospady o wysokości 1-2 m. Przejście wąwozem ułatwiają metalowe kładki i poręcze, a strome ściany wąwozu ciąg metalowych drabinek (odcinek z tymi drabinkami nosi nazwę Štrbiny).
Novymi dierami prowadzi żółty szlak turystyczny. Tylko krótki odcinek tego szlaku (powyżej  Ostrvnégo) to właściwy wąwóz. Wyżej szlak prowadzi przez las, zboczami Rovnej hory. Znajdują się na nim trzy punkty widokowe, z których oglądać można wąwóz  Dolné diery i najeżony skałami masyw Bobotów. Szlak wyprowadza na polankę Podžiar, gdzie krzyżuje się z niebieskim szlakiem prowadzącym przez pozostałe trzy wąwozy Dier. 

## Szlak turystyczny
Ostrvné – Nové diery – Podžiar – Vrchpodžiar – Štefanová.  Czas przejścia 1 h, 1.05 h